# Харксхайм
Харксхайм (нем. Harxheim) — община в Германии, в земле Рейнланд-Пфальц. 
Входит в состав района Майнц-Бинген. Подчиняется управлению Боденхайм.  Население составляет 2198 человек (на 31 декабря 2010 года). Занимает площадь 3,51 км².